# غانغوون (مقاطعة تاريخية)

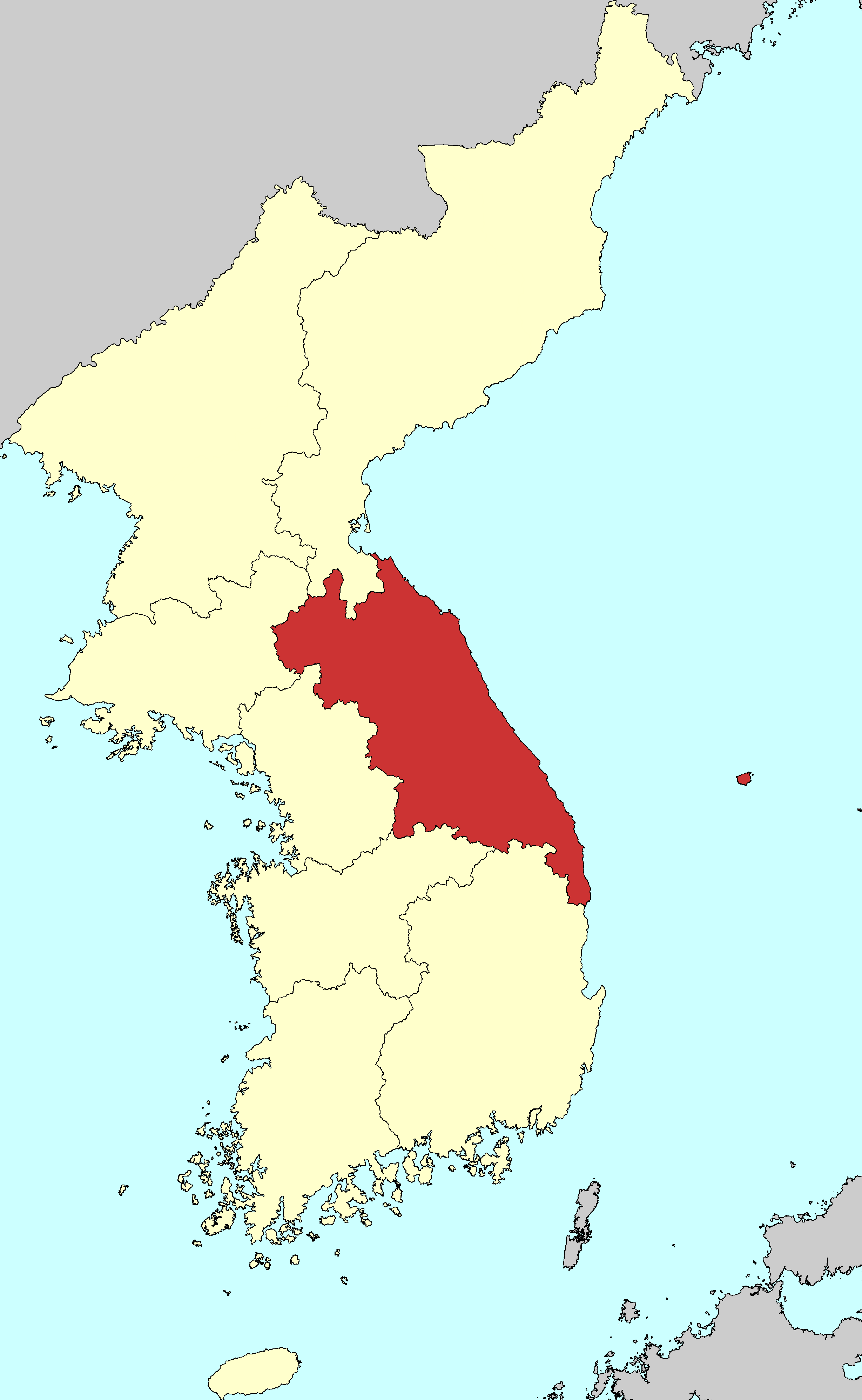
غانغوون (مقاطعة تاريخية)

مقاطعة غانغوون (بالهانغل: 강원도، وبالهانجا: 江原道) هي إحدى مقاطعات جوسون الثمانية والتي شكلت التقسيم الإداري في عهد مملكة جوسون من 1395 وحتى 1895. عاصمة المقاطعة هي مدينة وونجو.